# Kadžiko Jadžima
Kadžiko Jadžima (矢嶋 楫子 Jadžima Kadžiko, 1833 Prefektura Kumamoto – 16. července 1925) byla japonská učitelka, pacifistka a křesťanská aktivistka, která se zasadila o vzdělávání žen v Japonsku. Byla zakladatelkou Tokijské ženské reformní společnosti (東京婦人矯風会, Tókjó fudžin kjófúkai) založené v roce 1886 a předsedkyní Ženského křesťanského svazu za střídmost .

## Životopis

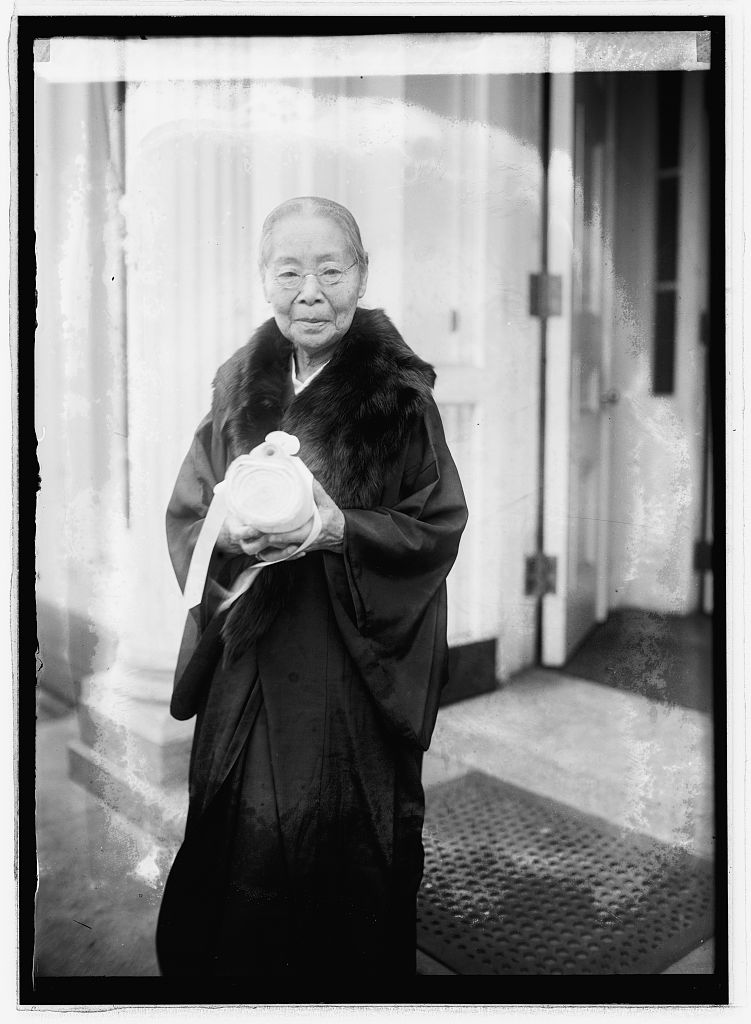
Kadžiko Jadžima v roce 1921 před Knihovnou Kongresu ve Spojených státech

Kadžiko Jadžima držící mírovou petici, kterou předala prezidentu Warrenu G. Hardingovi v roce 1921

Narodila se v roce 1833 v prefektuře Kumamoto jako šesté dítě a pátá dcera do vlivné statkářské rodiny. Její rodiče se jí jako dívce příliš nevěnovali. Elizabeth Dorn Lublin napsala: „ideologie danson džohi (男尊女卑) „uctívej muže, pohrdej ženami“, která byla základem této recepce, zůstala dominantní formující silou jejích raných letech”. Měla tradiční dívčí vzdělání. Když jí bylo 25 let, provdala se za samuraje jménem Šinčiró Hajaši, který holdoval alkoholu a v opilosti se choval hrubě. Kadžiko později manžela opustila a vrátila se ke své rodině, odmítaje se k manželovi vrátit a ostříhat si vlasy. Nakonec se přestěhovala do Tokia ke svému bratrovi. Vzhledem k tomu, že tehdy jednou z mála placených prací pro ženy bylo učitelství, stala se krátce po svém rozvodu učitelkou v nově založeném školním systému v Tokiu. Později přestoupila do Presbytariánské misijní školy kvůli vyššímu platu. V této době ji začalo přitahovat křesťanství a po nástupu do presbytariánské školy si začala říkat Maria True. Jadžima byla ředitelkou Presbytariánské misijní školy pro dívky v Tokiu čtyřicet let.

### Ženský křesťanský svaz za střídmost
V červenci 1886 do Japonska přijela misionářka Mary Clement Leavitt. Její přednášky Jadžimu inspirovaly k založení spolku. V roce 1886 společně s dalšími 28 ženami, stála u založení Ženskýho křesťanskýho svazu za střídmost  (Woman's Christian Temperance Movement – WCTU) a byla jmenována její předsedkyní, spolu s tajemnicí Tojodžu Sasaki. Členky spolku byly většinou ženy z vyšších vrstev a bohatých vesnických či obchodnických rodin, které bojovaly za kontrolu prostituce, prosazení monogamního manželství a odstranění tradičního konkubinátu.
Zneužívání ze strany jejího manžela a sledování studentek potýkajících se s otci alkoholiky jí vnukly odpor k alkoholu, a podnily její zájem o abstinenci. Kvůli své minulosti prosadila, aby se v názvu WCTU objevilo slovo abstinence (kinšu). Členky spolku, zahrnující většinou ženy z vyšších vrstev a
Rozdílná rodinná historie Jadžimy a tajemnice Sasaki vedly ke vzájemným sporům. Jadžima byla ve svých názorech tradičnější a věřila, že alkoholová abstinence je tím nejdůležitějším, co by měla unie řešit. Tvrdila, že by členky měly „pomáhat svým manželům v domácnosti a pomáhat gentlemanům ve společnosti”. Sasaki si naproti tomu myslela, že v centru pozornosti by měla být prostituce. Tento názorový střet způsobil, že spolu obě ženy namísto spolupráce bojovaly o kontrolu.
Jadžima ve funkci předsedkyně unie setrvala až do roku 1889, kdy ji donutila odstoupit nehoda. O tři roky později byla znovu zvolena do funkce, dokud nebyla v roce 1903 opět nucena odstoupit, tentokrát proto, že nezískala dostatečný počet hlasů. To však trvalo jen několik měsíců, neboť její nástupkyně zemřela, a tak ji Jadžima opět vystřídala. Teprve v roce 1921 skončila ve funkci natrvalo.
Jadžima vydávala noviny o alkoholové zdrženlivosti, přednášela, vedla protestní pochody, sháněla finanční prostředky a zastupovala Japonsko na mezinárodních konferencích.

### Cesty do zahraničí

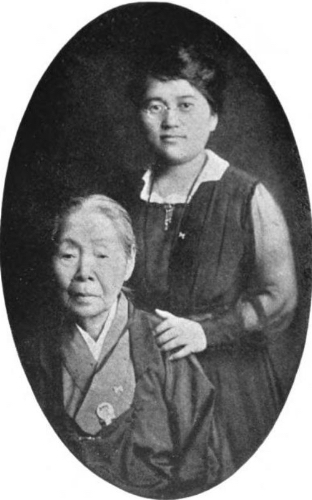
Kadžiko Jadžima se svou sekretářkou a členkou abstinenčního hnutí Morijou Azuma

Její pozice předsedkyně ji v sedmdesáti a osmdesáti letech zavedla do zahraničí. V roce 1906 vystoupila na světovém sjezdu WCTU v Bostonu. Během této cesty navštívila také New York, Filadelfii, Pittsburgh, Chicago a San Francisco. Spolu s dalšími aktivisty za mír se vydala do Bílého domu, kde se setkala s prezidentem Theodorem Rooseveltem. V roce 1920 se spolu s krajankami Cuneko Gauntlett a Mičiko Kawai, vydala do Londýna a Ženevy na mezinárodní konference abstinečního hnutí, respektive sufražetek. V roce 1921 cestovala na vlastní náklady do Washingtonu na konferenci o omezení zbrojení spolu se svou asistentkou Morijou Azuma. Setkala se s americkými sufražetkami a s prezidentem Warrenem G. Hardingem, kterému předala 300 stop (91,4 m) dlouhou mírovou petici podepsanou japonskými ženami. Princ Tokugawa na konferenci uspořádal recepci na její počest. Během této cesty navštívila také New York, kde vystoupila před Zahraničním misijním sdružením přátel, Presbyteriánskou misijní radou a Křesťanským sdružením mladých žen.
O její návštěvě Spojených států v roce 1921, psalo mnoho amerických novin a časopisů. Této příležitosti Jadžima využila, aby vyjádřila své naděje na světový mír: „Až odejdu, vzpomeňte si, že jsem tu stála, dívala se vám do tváře a vyjadřovala naději, že uděláte vše, co je ve vašich silách stejně jako toto staré tělo, aby od nynějška svět poznal mír. Došli jsme do doby, kdy mír nejen chceme, ale víme, že ho musíme mít“. Ve svém poselství „křesťanským ženám Ameriky” Kadžiko Jadžima ujistila své posluchače, že „japonské ženy chtějí vzdělání, ne bitevní lodě nebo armády. Chtějí, aby vláda vydávala peníze nikoli na vojenská zařízení, ale na školy”.

### Soukromý život a odkaz
Z jejího nešťastného manželství se narodily tři děti. Svého manžela alkoholika opustila, když jí bylo čtyřicet let. V polovině svého života konvertovala ke křesťanství a ve 45 letech se nechala pokřtít jako presbytariánka. Přežila velké zemětřesení v Kantó v roce 1923. Zemřela v roce 1925 vě věku 93 let.
Po její smrti byla po ní pojmenována budova v níž sídlí kancelář japonské WCTU. V 50. letech vyšla v Americké křesťanské literatuře její biografie, uvedená jako příběh druhých začátků a vítězství nad překážkami. Její vnuk Juasa Jó, byl prominentní doktor, který léčil lepru.